# イマアイ
「イマアイ」は、日本のソロプロジェクト・LGMonkeesの1作目のデジタルシングル。

## 概要
- 前作「3090〜愛のうた〜」から2週間ぶりにして、初のデジタルシングル。
- 初めて複数のタイアップが付いた。
- 着うたフルに先駆けて10月24日より着うたの配信が開始された。
- この楽曲の着うたはレコチョク邦楽ヒップホップ/R&B/レゲエチャートで週間1位、クラブチャートでデイリー1位を獲得している。ほかにもJOYSOUND歌詞サイトランキングで1位を獲得。有線一般放送リクエストにおいては九州で3週連続1位、東北地方でも1位を獲得している[1]。

## 収録曲
| #  | タイトル     | 作詞                | 作曲                | 編曲     | 時間 |
| -- | ------------ | ------------------- | ------------------- | -------- | ---- |
| 1. | 「イマアイ」 | LGMonkees、川村結花 | HIRO from LGYankees | 川口圭太 | 5:23 |

### 解説
1. イマアイ
初のバラードシングル。LGMonkeesの楽曲では唯一、生のドラムスとベースを取り入れた、バンドサウンドで構成されている。タイトルは「今、会いに行きます」「今、愛に生きます」のダブルミーニングになっており、当たり前のことを当たり前と思わず、「今」と向き合って愛してほしいということを歌った楽曲となっている[2]。

## 参加ミュージシャン
- LGMonkees：Vocal

Support Musician
- DJ No.2 from LGYankees：Manipulate
- 川口圭太：Guitar & Bass
- 今村舞：Drums

## タイアップ
- 伊豆シャボテン公園『元祖カピバラの露天風呂』30周年キャンペーンソング
- ドワンゴ『dwango.jp』CMソング
- エムティーアイ『music.jp』CMソング

## 収録アルバム
- あいことば (#1)
- 超あいことば -THE BEST- (#1)